# Cratere Mosaido
Mosaido  è un cratere sulla superficie di Venere.